# Весели мелодии
„Весели мелодии“ (на английски: Merrie Melodies) е американска анимационна поредица от комедийни късометражни филми, продуциран от Warner Bros., започващ през 1931 г., по време на златната ера на американската анимация, и завършващ през 1997 г. Както и при партньорската му поредица „Шантави рисунки“ (Looney Tunes), в него се появяват анимационни герои като Бъгс Бъни, Дафи Дък, Порки Пиг и Елмър Фъд. Между 1934 и 1943 г. поредицата „Весели мелодии“ се отличава от черно-белите късометражни филми на „Шантави рисунки“ (Looney Tunes) с Бъди или Порки Пиг с акцент върху еднократни истории в цвят, включващи музикални селекции, собственост на Warner Bros. След като Бъгс Бъни се превръща в пробивна повтаряща се звезда на „Весели мелодии“, а „Шантави рисунки“ се оцветява в началото на 40-те години, двете серии постепенно губят различията си и късометражните филми се присвояват на всяка серия по-произволно.
„Весели мелодии“ първоначално е продуциран от Harman–Ising Pictures от 1931 до 1933 г., а след това от Leon Schlesinger Productions от 1933 до 1944 г. Шлесингер продава студиото си на Warner Bros. през 1944 г., а новоименуваното студио Warner Bros. Cartoons продължават производството до 1963 г., е възложено на DePatie–Freleng Enterprises и Format Productions от 1964 до 1967 г., а Warner Bros.-Seven Arts Animation възобновява производството за последните две години.
Три от филмите на „Весели мелодии“ (Tweetie Pie, Speedy Gonzales и Birds Anonymous) спечелиха наградата „Оскар“ за най-добър анимационен късометражен филм, а другите три (Duck Amuck, One Froggy Evening и What's Opera, Doc?) са включени в Националния филмов регистър на Библиотеката на Конгреса.
През 2013 г. TV Guide класира анимациите на Warner Bros. (класирани като Шантави рисунки) на трето място по големина на всички анимационни филми на всички времена (от 60), една от само трите филмови поредици, влезли в списъка (другите две са поредицата „Розовата пантера“ и „Том и Джери“).

## Заден план
Продуцентът Леон Шлесингер вече е продуцирал музикалната серия „Шантави рисунки“ и успехът му го е накарал да се опита да продаде сестринска поредица на Warner Bros. Производството му е било, че новите анимации ще включват музика от саундтраците на филмите на Warner Bros. по този начин би служил като реклама на записи и ноти на Warner Bros. Студиото се съгласи и Шлесингер дублира поредицата „Весели мелодии“. Walt Disney Productions вече бе отбелязал резултата със своята поредица „Глупава симфония“ (Silly Symphonies). Тъй като производството на анимациите обикновено започва със саундтрак, анимирането на музикално произведение улеснява създаването на сюжетни елементи и дори герои.
Произходът на поредицата „Весели мелодии“ започва с провала на игрална поредица от музикални късометражни филми, наречена Spooney Melodies, която включва популярни песни за деня. Тези късометражни филми включваха сегменти с пеене на популярен изпълнител, заедно с подходящи фонови сцени. Warner Bros. искаха да популяризират тази музика, защото бяха придобили (през 1930 г.) собствеността на Brunswick Records, заедно с четири издатели на музика за 28 милиона щатски долара. Поради успеха на поредицата „Шантави рисунки“, Warner Bros. реши да разработи нова поредица от анимационни музикални късометражни филми, наречени „Весели мелодии“. Хю Харман и Рудолф Изинг ръководиха разработката. Трябваше да бъде поредица от музикални анимационни филми, които включваха хитови песни на деня, особено тези, които тогава бяха притежание на Warner Bros. и бяха включени в техните музикални филми. През 1931 г. в много от шортите участва оркестърът на Ейб Лайман, един от най-известните лидери на бандата по негово време.
Първият анимационен филм от новата поредица „Весели мелодии“ беше Lady, Play Your Mandolin!, е издаден през 1931 г. Изинг се опита да представи няколко героя във филмите „Весели мелодии“, като Пиги, Фокси и Гупи Джийр. В крайна сметка обаче поредицата продължи без повтарящи се символи. Шортите се оказаха изключително популярни сред публиката. През 1932 г. анимационния филм на „Весели мелодии“, озаглавена It's Got Me Again!, е номиниран за първата награда „Оскар“, която се дава за анимация.
Когато Харман и Изинг напускат Warner Bros., през 1933 г. те вземат със себе си всички права върху героите, които са създали. Леон Шлесингер трябваше да преговаря с тях, за да запази правата върху името „Весели мелодии“, както и за правото да използва лозунга „До скоро, приятели!“ (So Long Folks) в края на анимациите. През 1934 г. Шлесингер произвежда първите си цветни късометражни филми за „Весели мелодии“ – „Хотел за медения месец“ (Honeymoon Hotel) и „Красавицата и звяра“ (Beauty and the Beast), които са произведени в двулентовия Cinecolor (тогава Disney има изключителни права за анимация за по-богатия трилентов Technicolor процес). Техният успех убеди Шлесингер да произвежда всички бъдещи късометражни филми на „Весели мелодии“ в цвят, използвайки двулентовия Technicolor. „Шантави рисунки“ продължи да се излъчва черно на бяло до 1943 г. През 1936 г. анимациите започнаха да завършват с лозунга „Това е всичко, приятели!“ (That's All Folks!) които преди това бяха използвани само за поредицата „Шантави рисунки“. Старият лозунг „До скоро, приятели!“ (So Long Folks) беше напълно изоставен по това време. Същата година „До скоро, приятели!“ започва да използва сцени на заглавията за отваряне и затваряне на бикове с очи (през 1942 г. „Шантави рисунки“ ще използва същите заглавия, обикновено в по-дебели пръстени). Също така през 1936 г. изключителността на Дисни за трицветния процес Technicolor е премахната, като за първи път позволява на „Весели мелодии“ пълноцветна палитра, следователно използването на сините концентрични пръстени (като технически тест) за останалата част от сезона през 1935–36 г. и сезона през 1936–37 г. Щитът на Warner Bros. по-късно през същата година е променен на циан, преди определено да се промени отново на червено през 1938 година.
По договор анимациите на „Весели мелодии“ бяха задължени да включват поне един пълен хор от песен на Warner Bros., който поиска тези песни да се изпълняват от имена, когато е възможно, но това продължи само през първите няколко късометражни филми. Политиката досажда на аниматорите на „Весели мелодии“, тъй като песните често прекъсват инерцията и темпото на анимациите (филма A Feud There Was, например от 1938 г., саркастично използва задължителния музикален номер като промяна в действието, с водещите герои пеят на номерата в микрофона KFWB и се предава на микрофона на диктора, който чете рекламата). До 1939 г. аниматорите бяха освободени от това задължение и късометражните филми „Весели мелодии“ наподобяваха по-близо черно-бялата поредица „Шантави рисунки“. Освен това бяха създадени няколко нови героя, които (първоначално) се появиха изключително в поредицата „Весели мелодии“, като Egghead (който стана Елмър Фъд), Инки, Снифълс и дори най-популярната анимационна звезда на Уорнър Брос, Бъгс Бъни.
През 1943 г. Шлесингер започва да продуцира и „Шантави рисунки“ в цвят и двете поредици стават практически неразличими, освен по тематичната си музика и началните си заглавия - в допълнение, героите, някога ексклузивни за една серия, започват редовно да се появяват и в другата. През 1944 г. студиото преминава към изцяло цветен график; макар че за първата година от това, Бъгс все още се появяваше предимно в поредицата „Весели мелодии“ (не се появяваше в анимационния филм на „Шантави рисунки“ до края на август), докато Дафи Дък и Порки Пиг (които се появиха в няколко филми на „Весели мелодии“ преди средата на 1942 г.) се появява предимно в „Шантави рисунки“ същата година. Едва през 1945 г. двете поредици изглеждат напълно неразличими и че Бъгс се появява в повечето филми на „Шантави рисунки“, отколкото епизодите на „Весели мелодии“.
До 1937 г. заглавната музика за „Шантави рисунки“ е The Merry-Go-Round Broke Down от Клиф Френд и Дейв Франклин, а тематичната музика за „Весели мелодии“ е адаптация на Merlly We Roll Along от Чарлс Тобиас, Мъри Менчър и Еди Кантор (оригиналната тема беше „Стани щастлив“ (Get Happy) от Харолд Арлен, играна с по-бързо темпо). Това продължава до 1964 г., когато логото на анимационните филми на WB са модернизирани, а The Merry-Go-Round Broke Down става тема и за „Весели мелодии“. Когато студиото премина в пълен цвят, дори самите аниматори не направиха никакво творческо разграничение между двете поредици, както се вижда в цитат от интервю на режисьора Фриц Фреленг: „Никога не знаех дали филм, който снимам, ще бъде от „Шантави рисунки“ или „Весели мелодии“ и каква дяволска разлика би имала, така или иначе?“. Последният анимационен филм на „Весели мелодии“ беше Injun Trouble, издаден през 1969 г. Театралните анимационни филми на „Весели мелодии“ стартираха отново едва през 1987 г. само с две направени карикатури, „Нощта на живата патица“ The Night of the Living Patck (1987) и (Blooper) Bunny (1991). „Нощта на живата патица“ получи театрално издание чрез компилационния филм „Дафи Дък: Квактастрофи“ (Daffy Duck's Quackbusters) (1988), докато (Blooper) Bunny беше отложен от предвиденото издание през 1991 г., докато не се излъчва премиерно в Cartoon Network на 13 юни 1997 г.

## Преиздавания на „Синята лента“ (Blue Ribbon)
Започвайки в края на 1943 г., WB, като спестява усилия, започва да преиздава изоставените си цветни анимации по нова програма, която те наричат Класическите „сини ленти“ на „Весели мелодии“. За преиздаването бяха променени оригиналните поредици от заглавия отпред и отзад. Ревизираната основна заглавна карта започва с „мащабиране“ на логото на WB, последвано от логото на заглавието, поставено на фона със „синя лента“ (оттук и заглавието на програмата за преиздаването) и трофея на Grand Shorts Award, последван от името на анимацията. Тази ревизирана поредица от заглавия елиминира първоначалните технически надписи. Крайният заглавен надпис също беше преработен (с изключение на сезона 1943–44 г. и половината от сезона 1944–45 г. на преизданията, като „Дивия заек“ (A Wild Hare) и „Обичам да пея“ (I Love to Singa), когато Шлесингер все още продуцира анимации и анимации от поредицата „Весели мелодии“). първоначално издадени между 1 септември 1944 г. и 10 юли 1948 г.), заменяйки оригиналните версии.
Ревизираните заглавни сцени бяха редактирани направо в оригиналния негатив, като по този начин оригиналните заглавни сцени бяха отрязани и евентуално бракувани. Някои от същите преработени преиздания на „синята лента“ все още могат да се видят по телевизията днес. Например, версията на „синята лента“ на късометражния филм „Дивия заек“ (A Wild Hare) е преименуван на „Дивият заек“ (The Wild Hare) за преиздаване, заедно с някои леки фини редакции (оригиналната непроменена версия е пусната на LaserDisc, DVD и Blu-ray Disc).

## Похвали
TVLine изброява тематичната песен от поредицата сред най-добрите песни на анимационни сериали за всички времена.

### Въведени в Националния филмов регистър
- „Как е операта, шефе?“ (What's Opera, Doc?) (1957), включен в списъка от 1992 г.[6] „В тази анимационна класика преследването на Бъгс Бъни на Елмър Фъд е настроено на оперна музика и се играе във вагнериански мащаб. Филмът включва такива класически редове като „Убий заека!“ И е един от трите карикатури, в които Елмър Фъд побеждава своя съперник Бъгс. Режисиран от известния аниматор Чък Джоунс и екипа му от Warner Bros., този седемминутен късометражен филм често се счита за кинематографичен шедьовър на Джоунс. Той също така притежава отличието като първата анимация, избрана за включване в Националният филмов регистър.“[11]
- Duck Amuck (1953), включен в списъка от 1999 г.[6] Описанието гласи: „Един от определящите примери за непочтеното творчество на Чък Джоунс, Duck Amuck (анимация на „Весели мелодии“) е с участието на Дафи Дък, както е оживено от озвучаващия артист Мел Бланк. Джоунс дава на публиката убедително довършен персонаж с истинска личност, независимо от сюжета или обстановката. Дафи започва филма като мускетар, преди аниматорите му да получат най-доброто от него, като забравят да рисуват в неговия фон или да му предоставят гласа си. Изключително саморефлексивен, Duck Amuck прави повече от пробива четвъртата стена на филма, той го разрушава, напълно изпраща Дафи на поредица от сюрреалистични злополуки.“[11]
- „Една жабешка вечер“ (One Froggy Evening) (1955), включен в списъка от 2003 г.[6] Описанието гласи: „Анимация във всеки кратък списък на най-великата анимация, това класическо творение на Чък Джоунс се отличава с амфибия от Мичиган Дж. Фрог, който влудява собственика си, като пее само насаме, но никога публично.“[11]

### Оскар за най-добър късометражен анимационен филм
- Tweetie Pie (1947)[3]
- Speedy Gonzales (1955)[4]
- Birds Anonymous (1957)[5]

### Номинации за Оскар
- It's Got Me Again! (1932)
- Detouring America (1939)
- A Wild Hare (1940)[12]
- Hiawatha's Rabbit Hunt (1941)[13]
- Rhapsody in Rivets (1941)
- Pigs in a Polka (1943)
- Greetings Bait (1943)
- Life with Feathers (1945)
- Walky Talky Hawky (1946)
- Canary Row (1950)
- Beep Prepared (1961)
- Nelly's Folly (1961)

## „Весели мелодии“ В България
В България първоначално поредицата започва да се излъчва по Ефир 2 през периода 1992-1993 г. с български дублаж, в който участва Иван Райков, който озвучава Дафи Дък.
През средата на 90-те години някои от филмите на „Весели мелодии“ са разпространени на VHS касета от Бета Видео с дублаж, в който участват Даниел Цочев и Васил Бинев.
В края на 90-те години е издадена видеокасетата „Смях и приключения с Бъгс Бъни“, в който съдържа епизоди на поредицата. В него участват Даринка Митова и Любомир Младенов.
През 2006 г. четири от късометражните филми са издадени на DVD от „Мултивижън“ чрез колекция „Класическа анимация“. Дублажът е на Ретел Аудио-Видео и в него участват Живка Донева и Станислав Пищалов.
През 2009 г. някои от късометражните филми на поредицата започват да се излъчват по локалната версия на Картун Нетуърк, заедно с „Шантави рисунки“. Дублажът е нахсинхронен в студио „Александра Аудио“ и в него участват Живка Донева, Ненчо Балабанов, Живко Джуранов, Георги Спасов, Стоян Алексиев, Анатолий Божинов и Георги Стоянов.